# Zаникай
«Zаникай» — другий альбом гурту «Фліт», випущений у 2006 році.

## Список пісень
1. «Там був я» — 04:14
2. «Критик» — 02:38
3. «Своє все заникай» — 02:49
4. «Таблетка» — 03:05
5. «Згаяний час» — 02:48
6. «Всі в пошуках» — 02:31
7. «Знайду» — 03:30
8. «Де би ще…» — 02:58
9. «Що нас хвилює?» — 02:58
10. «Не ми» — 03:02
11. «Колискова» — 03:15
12. «Всі шляхи є схвалені» — 04:09
13. «Моя планета» — 03:34

Вся музика Володимира Новікова.
Слова пісень написані Володимиром Новіковим (13 — слова Руслан Ходак).

## Учасники запису
- Володимир Новіков — вокал, гітара
- Андрій Марків — гітара
- Михайло Копієвський — бас
- Ігор Озарко — ударні

- Саунд продюсер: Роман Калин.
- Майстеринг: Роман Калин.
- Запис: Юра «Махра», студія «Позітів» (Івано-Франківськ)
- Дизайн обкладинки: Андрій Гусак